# Zonitis atripennis
Zonitis atripennis är en skalbaggsart som först beskrevs av Thomas Say 1823.  Zonitis atripennis ingår i släktet Zonitis och familjen oljebaggar.

## Underarter
Arten delas in i följande underarter:
- Z. a. atripennis
- Z. a. terminalis